# هربرت فالتر
الأستاذ الدكتور هربرت والتر (بالألمانية: Herbert Walther)‏ (19 يناير 1935 - 22 يوليو 2006) كان فيزيائيًّا ألمانيًّا في مجال بصريات الكم وفيزياء الليزر. كان المدير المؤسس لمعهد ماكس بلانك للبصريات الكمية (بالإنجليزية:Max Planck Institute of Quantum Optics) في غارشينغ باي مونشن، ألمانيا، وأيضا رئيس الفيزياء في جامعة لودفيغ ماكسيميليان في ميونخ.